# Oostelijke weerschijnvlinder
De oostelijke weerschijnvlinder (Apatura metis) is een vlinder uit de familie Nymphalidae (vossen, parelmoervlinders en weerschijnvlinders). De voorvleugellengte bedraagt 30 tot 32 millimeter. Wanneer het mannetje onder de juiste hoek wordt bekeken, hebben de vleugels een blauwpaarse weerschijn. De soort komt voor van Oost-Europa langs de gematigde delen van Azië tot Korea en Japan. In Nederland en België komt de soort niet voor. De soort vliegt van mei tot augustus in één of 2 twee generaties. De vlinder vliegt tot op 650 meter boven zeeniveau. De habitat van de soort is warm en vochtig bos.

## Waardplant
De waardplant van de oostelijke weerschijnvlinder is schietwilg. De soort overwintert als rups.